# Dolomedes yawatai
Dolomedes yawatai är en spindelart som beskrevs av Ono 2002. Dolomedes yawatai ingår i släktet Dolomedes och familjen vårdnätsspindlar. Inga underarter finns listade i Catalogue of Life.